# Борнхевед
Борнхевед (њем. Bornhöved) општина је у њемачкој савезној држави Шлезвиг-Холштајн. Једно је од 95 општинских средишта округа Зегеберг. Према процјени из 2010. у општини је живјело 3.464 становника. Посједује регионалну шифру (AGS) 1060012, NUTS (DEF0D) и LOCODE (DE BNV) код.

## Географски и демографски подаци
Борнхевед се налази у савезној држави Шлезвиг-Холштајн у округу Зегеберг. Општина се налази на надморској висини од 43 метра. Површина општине износи 14,1 km². У самом мјесту је, према процјени из 2010. године, живјело 3.464 становника. Просјечна густина становништва износи 245 становника/km².

## Међународна сарадња
| Мјесто | Држава | Врста сарадње | Од    |
| ------ | ------ | ------------- | ----- |
| Бровст | Данска | пријатељство  | 1977. |
| Извор  |        |               |       |